# Alois Pryssok
Alois Pryssok (* 7. August 1910 in Ratiborhammer, Deutsches Reich; † unbekannt) war ein deutscher Fußballspieler, der von 1929 bis 1932 und in der Saison 1938/39 für den Beuthener SuSV 09 und von 1935 bis 1937 für den SC Minerva 93 aus Berlin stürmte.

## Karriere

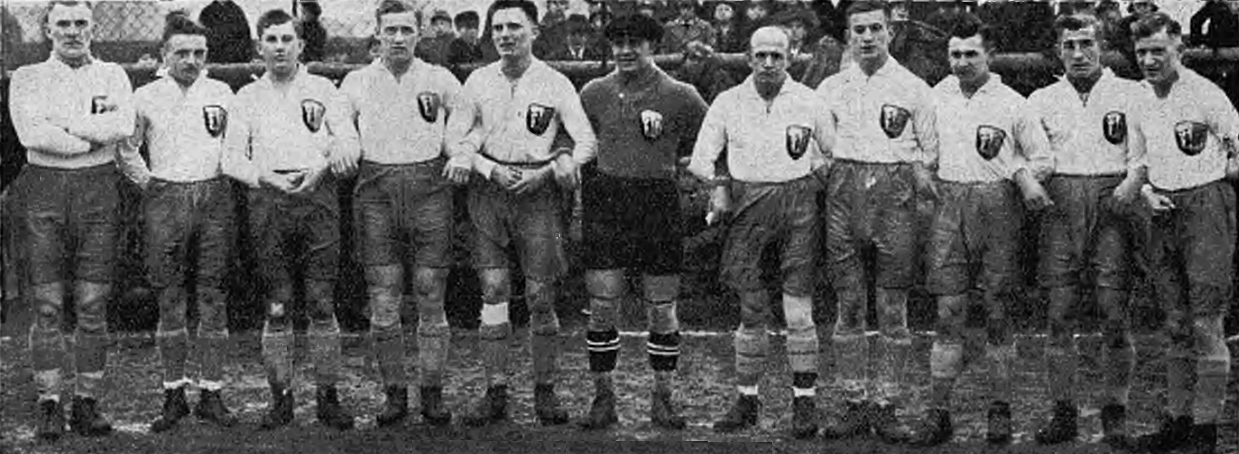
Pryssok (4. von rechts) mit dem Beuthener SuSV 09, der 1930 Südostdeutscher Meister wurde.

Seine Premierensaison als 19-Jähriger schloss er am Saisonende 1929/30 als Zweitplatzierter in der vom Südostdeutschen Fußball-Verband organisierten Bezirksmeisterschaften in der Bezirksliga Oberschlesien ab. Mit dieser Platzierung war seine Mannschaft für die Teilnahme an der Endrunde um die Südostdeutsche Meisterschaft qualifiziert. Im Rundenturnier mit fünf anderen Mannschaften, setzte sich seine Mannschaft als Südostdeutscher Meister 1930 durch. In den folgenden beiden Jahren wiederholte sich die Tabellenplatzierung in der Bezirksliga Oberschlesien und auch die in der Endrunde um die Südostdeutsche Meisterschaft.
Aufgrund der errungenen Verbandsmeisterschaften nahm seine Mannschaft auch entsprechend an den jeweiligen Endrunden um die Deutsche Meisterschaft teil. Sowohl am 18. Mai 1930, als auch am 10. Mai 1931 und am 8. Mai 1932 verlor er mit seiner Mannschaft mit 2:3 gegen Hertha BSC, mit 0:2 gegen den Hamburger SV und mit 1:5 gegen den PSV Chemnitz mit dem Achtelfinale jeweils die Auftaktveranstaltung. Im Wettbewerb um den Tschammerpokal kam er erst bei seiner zweiten Vereinszugehörigkeit erstmals zum Einsatz. Sein Debüt am 28. August 1938 beim 3:2-Sieg im heimischen Stadion An der Heinitzgrube über den Berliner SV 1892 krönte er sogleich mit seinem ersten (und einzigen) Tor, dem Treffer zum 2:2-Ausgleich in der 61. Minute. Im Stadion am Ostragehege schied er mit dem Beuthener SuSV 09 bei der 1:10-Niederlage beim Dresdner SC nach der 2. Runde aus dem Wettbewerb aus.
Die Zeit für den SC Minerva 93 verbrachte er von 1935 bis 1937 in der Gauliga Berlin-Brandenburg, in einer von zunächst 16, später auf 23 aufgestockten Gauligen als höchste Spielklasse zur Zeit des Nationalsozialismus im Deutschen Reich. Punktgleich mit dem Gaumeister Berliner SV 1892, jedoch mit einer schlechteren Torquote noch Zweitplatzierter, stieg eine Mannschaft in der Folgesaison in die Bezirksklasse Berlin-Potsdam ab. Für den Berliner Verein wurde er in den Jahren 1935, 1936 und 1937 in insgesamt sechs Spielen eingesetzt, in denen er sechs Tore erzielte; allein fünf im Jahr 1935, in dem seine Mannschaft, mit dem Erreichen des Viertelfinales, am weitesten kam.

## Erfolge
- Südostdeutscher Meister 1930, 1931, 1932
- Zweiter der Bezirksmeisterschaft Oberschlesien 1930, 1931, 1932
- Bezirksmeister Oberschlesien 1939